# Guatteria umbonata
Guatteria umbonata este o specie de plante angiosperme din genul Guatteria, familia Annonaceae, descrisă de Robert Elias Fries. Conform Catalogue of Life specia Guatteria umbonata nu are subspecii cunoscute.